# Davy Commeyne
Davy Commeyne (* 14. Mai 1980 in Roeselare) ist ein ehemaliger belgischer Radrennfahrer.

## Sportliche Laufbahn
Davy Commeyne wurde 1997 belgischer Juniorenmeister im Cyclocross. Im Jahr darauf gewann er bei der Cyclocross-Weltmeisterschaft in Middelfart die Bronzemedaille im Rennen der Junioren. Außerdem wurde er Erster bei dem Straßenrennen Ledegem-Kemmel-Ledegem. Bei der Cross-Weltmeisterschaft im Jahr 2000 gewann er die Silbermedaille in der U23-Klasse. Auf der Straße gewann Commeyne 2001 eine Etappe bei der Spar Arden Challenge und konnte so auch die Gesamtwertung für sich entscheiden. 2002 gewann er erneut die Silbermedaille im U23-Rennen bei der Cross-Weltmeisterschaft.
Daraufhin unterschrieb Commeyne einen Vertrag bei der belgischen Mannschaft Palmans-Collstrop. 2008 gewann er eine Etappe der Bałtyk-Karkonosze Tour und 2009 bei Mi-Août Bretonne. 2014 beendete er seine Elite-Radsportlaufbahn, startet aber weiterhin bei Amateurrennen.

## Erfolge – Cyclocross
1996/1997
- Belgischer Meister (Junioren)

2004/2005
- Grand Prix de la Région Wallonne, Dottignies

2008/2009
- Grand Prix Julien Cajot, Leudelingen

## Erfolge – Straße
2008
- eine Etappe Bałtyk-Karkonosze Tour

2009
- eine Etappe Mi-Août Bretonne

2011
- Omloop Mandel-Leie-Schelde Meulebeke

## Teams
- 2002 Palmans-Collstrop
- 2003 Palmans-Collstrop
- 2004 MrBookmaker.com-Palmans
- 2005 MrBookmaker.com-SportsTech
- 2006 Palmans Collstrop
- 2007 Palmans Collstrop
- 2008 Revor Cycling Team
- 2009 Beveren 2000-Quick Step
- 2010 Landbouwkrediet
- 2011 Landbouwkrediet
- 2012 Landbouwkrediet-Euphony
- 2013 Accent Jobs-Wanty
- 2014 SmartPhoto TM
- 2015 SmartPhoto Cycling Team